# Sergio Pérez Moya
Sergio Pérez Moya (Puebla; 13 de octubre de 1986) es un exjugador de fútbol mexicano que se desempeñaba como defensor lateral. Anunció su retiro a través de redes sociales el 19 de julio de 2017.

## Trayectoria

### Club Puebla
Apodado el Cherokee, Pérez debutó en la Primera División Mexicana en el torneo de Clausura 2005 con el equipo Puebla FC con el cual descendió en ése certamen a la Liga de Ascenso, en la cual fue Campeón en dos ocasiones. Vivió el regreso del Puebla a la Primera División Mexicana y fue uno de los jugadores que retuvo la directiva, ayudando a que el equipo de la franja se consolidase en la máxima categoría del fútbol mexicano y pelear por el título de Liga en los dos torneos del 2009.

### Club de Fútbol Monterrey
En el 2009 fue transferido a Club de Fútbol Monterrey y debutó en el Torneo Bicentenario 2010 en el cual llegó a ser con el equipo el superlíder general. En el Apertura 2010 se corona Campeón de Liga con el Club de Fútbol Monterrey.

### Club Deportivo Guadalajara
El 5 de diciembre de 2012 se anuncia su transferencia de forma definitiva al Club Deportivo Guadalajara para ser parte de su plantilla para el Clausura 2013.

### Club de Fútbol Atlante
En el Draft Apertura 2013 va a Préstamo por 1 año a Atlante siendo su cuarto club en sus 8 años de carrera como
futbolista.

### Chiapas Fútbol Club
El 4 de junio de 2014, pasa a Préstamo con Chiapas, por 1 año, con opción a compra.

### Club Puebla (Segunda Etapa)
En el Draft Clausura 2015, el Club Puebla anuncia el traspaso del Cherokee en compra definitiva por 2 millones de dólares.

### Clubes
| Club                       | País                | Año             | Partidos | Goles | Media |
| -------------------------- | ------------------- | --------------- | -------- | ----- | ----- |
| Puebla Fútbol Club         | México              | 2005 - 2009     | 106      | 5     | 0.05  |
| Club de Fútbol Monterrey   | México              | 2010 - 2012     | 71       | 2     | 0.03  |
| Club Deportivo Guadalajara | México              | 2013            | 15       | 0     | 0     |
| Club de Fútbol Atlante     | México              | 2013 - 2014     | 24       | 0     | 0     |
| Chiapas Fútbol Club        | México              | 2014            | 5        | 1     | 0.2   |
| Puebla Fútbol Club         | México              | 2015 - 2016     | 9        | 1     | 0.11  |
| Venados F.C.               | México              | 2017            | 2        | 1     | 0.5   |
| Total en su carrera        | Total en su carrera | 2005 - Presente | 248      | 10    | 0.04  |

## Selección nacional
El 29 de agosto de 2011 presentó la convocatoria de la Selección Nacional, ante los Partidos amistosos de su gira en Europa y el Cherokee fue considerado para Jugar contra Polonia y Chile.
Debuta con la selección nacional el 2 de septiembre de 2011 entrando de cambio por su compañero Efraín Juárez, pero teniendo una increíble actuación, para ser considerado titular en contra de Chile, el 6 de octubre de 2011 volvió a la Selección Nacional, para jugar contra Brasil, entrando al Mediotiempo.

### Partidos internacionales
| Apariciones | Apariciones             | Apariciones                                | Apariciones | Apariciones | Apariciones | Apariciones |
| #           | Fecha                   | Sede                                       | Oponente    | Resultado   | Competición |             |
| ----------- | ----------------------- | ------------------------------------------ | ----------- | ----------- | ----------- | ----------- |
| 1.          | 2 de septiembre de 2011 | Pepsi Arena, Warsaw, Polonia               | Polonia     | 1–1         | Amistoso    |             |
| 2.          | 4 de septiembre de 2011 | Estadi Cornellà-El Prat, Barcelona, España | Chile       | 1–0         | Amistoso    |             |
| 3.          | 11 de octubre de 2011   | Estadio Corona, Torreón, México            | Brasil      | 1–2         | Amistoso    |             |

## Palmarés

### Torneos nacionales
| Título          | Club         | País   | Año  |
| --------------- | ------------ | ------ | ---- |
| Liga de Ascenso | Puebla FC    | México | 2005 |
| Liga de Ascenso | Puebla FC    | México | 2006 |
| Liga MX         | CF Monterrey | México | 2010 |
| Copa MX         | Puebla FC    | México | 2015 |

### Torneos internacionales
| Título                  | Equipo       | País   | Año  |
| ----------------------- | ------------ | ------ | ---- |
| Concacaf Liga Campeones | CF Monterrey | México | 2011 |
| Concacaf Liga Campeones | CF Monterrey | México | 2012 |

- Datos: Q1647804
- Multimedia: Sergio Pérez Moya / Q1647804